# Jürgen Wieser

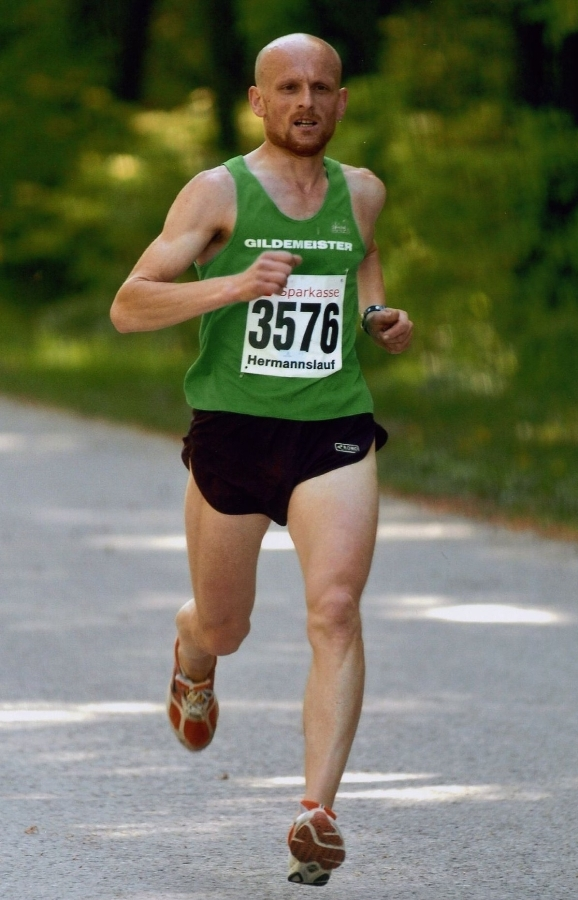
Jürgen Wieser beim Hermannslauf 2007

Jürgen Wieser (* 4. März 1969 in Ellwangen an der Jagst) ist ein ehemaliger deutscher Langstreckenläufer.
Jürgen Wieser wuchs in Aalen in Baden-Württemberg im Ortsteil Waiblingen auf. 1998 wurde er Deutscher Meister DUV im 50-Kilometer-Straßenlauf. Zwischen 1995 und 2010 erlangte er insgesamt 11 Gesamtsiege beim Europacuplauf Schwäbischer Albmarathon. Über 14 Jahre hinweg hielt Wieser dabei bis 2013 den Streckenrekord aus dem Jahre 1999 mit 3:12:47 h auf der 50 Kilometer Laufstrecke über die Drei Kaiserberge im Stauferland mit Start und Ziel in Schwäbisch Gmünd. Bis zu seinem sportlichen Karriereende im Jahr 2011 konnte Jürgen Wieser viele weitere nationale und internationale Erfolge erzielen. 
Wieser ist heute für einen Verlag von Motorradfachmagazinen tätig, nebenbei arbeitet er auch als Diplom Personal-Fitnesstrainer.